# هانك إيزكويردو
هانك إيزكويردو هو لاعب كرة قاعدة كوبي، ولد في 20 مارس 1931، وتوفي في 1 أغسطس 2015 في ويست بالم بيتش في الولايات المتحدة.

## وصلات خارجية
- هانك إيزكويردو على موقع دوري كرة القاعدة الرئيسي (الإنجليزية)
- هانك إيزكويردو على موقعبيزبول رفرنس.كوم (الدوري الرئيسي) (الإنجليزية)
- هانك إيزكويردو على موقعبيزبول رفرنس.كوم (الدوري الثانوي) (الإنجليزية)